# Aroche
Aroche település Spanyolországban, Huelva tartományban. Aroche Almonaster la Real, Cortegana, Cabezas Rubias, Santa Bárbara de Casa, Rosal de la Frontera, Moura, Encinasola, Cumbres de San Bartolomé és La Nava községekkel határos. Lakosainak száma 2997 fő (2024).

## Népesség
A település lakosságának változását az alábbi diagram mutatja:
| Lakosok száma | 3446 | 3360 | 3211 | 3113 | 3282 | 3205 | 3157 | 3073 | 3046 | 2997 |
|               | 2001 | 2004 | 2006 | 2009 | 2011 | 2014 | 2016 | 2019 | 2021 | 2024 |